# Doroninské jezero
Doroninské jezero (rusky Доронинское озеро) je bezodtoké jezero v Zabajkalském kraji v Rusku. Jeho rozloha se mění od 3,7 do 4,8 km². Průměrně je hluboké 4 m a maximální hloubka dosahuje 6,5 m. Bylo pojmenováno po pilotovi, hrdinovi SSSR, Ivanu Doroninovi.

## Dno
Dno je pokryté vrstvou tmavěšedého jílu, prosáklého sodou. V zimě se na povrchu ledu objevuje krystalická soda.